# Point fixe (aéronautique)
Pour l’article homonyme, voir Point fixe.

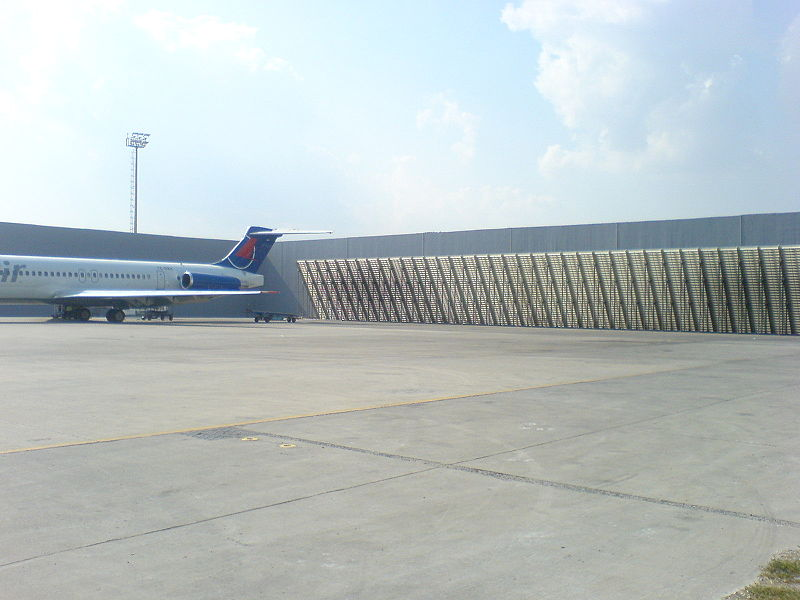
Essais de moteur au sol à l'aéroport d'Istanbul

En aéronautique, le point fixe consiste pour un aéronef à effectuer des essais au sol. On peut ainsi vérifier le fonctionnement des moteurs ou d'autres systèmes embarqués à la suite d'une opération de maintenance ou avant un vol.
Le point fixe précède normalement le décollage.
La procédure varie suivant le type d'avion, elle consiste en général à vérifier les équipements principaux, comme les freins, les magnetos, le moteur, la radio, ...
Pour un avion à hélice, le point fixe correspond au moment où le pilote monte le régime des moteurs à pleine puissance juste avant le décollage.